# Shell Mex House
Shell Mex House, nota anche come 80 Strand, è un edificio di interesse storico culturale di II grado situato al numero 80 di Strand a Londra. L'edificio è stato inaugurato nel 1932 sul sito dell'Hotel Cecil e si trova dietro la facciata originale dell'hotel, tra l'edificio Adelphi e l'Hotel Savoy. Sostanzialmente in stile Art déco, fu progettato da Frances Milton Cashmore dello studio di architettura dei signori Joseph.

## Descrizione

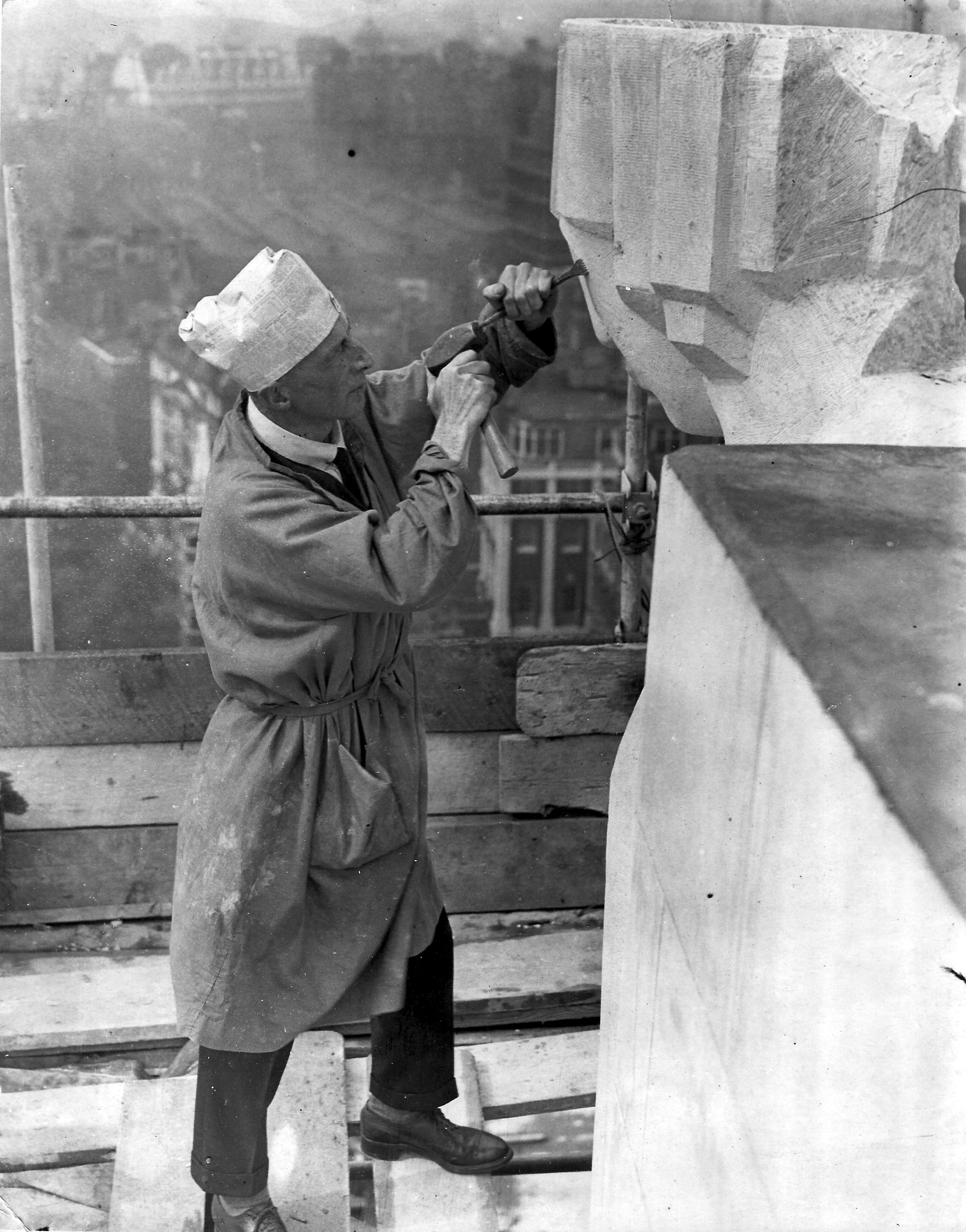
Lo scultore WCH KING con una delle quattro sculture che creò alla Shell Mex House di Londra, 1932

Alto 58 metri su una superficie di 49.900 m2, la Shell Mex House ha 12 piani (più seminterrato e interrato) ed è immediatamente riconoscibile dal Tamigi e dal South Bank dall'orologio posizionato sul lato sud dell'edificio, affiancato da quattro grandi figure ieratiche in marmo agli angoli sud scolpite da William Charles Holland King. L'orologio, che un tempo era noto come "Big Benzene", ha il quadrante più grande del Regno Unito, con 7,62 metri di diametro, appena 0,02 metri in più rispetto agli orologi del Liver Building di Liverpool. Venne costruito da Gillett &amp; Johnston di Croydon. L'edificio si affaccia sul fiume e sullo Strand. È stato descritto dallo storico dell'architettura Nikolaus Pevsner come "totalmente poco sottile, ma... si regge sul lungofiume di Londra".

## Storia
L'edificio fu per molti anni la sede londinese della Shell-Mex e della BP, per le quali venne originariamente costruito. Shell-Mex e BP erano una joint venture creata da Shell e British Petroleum nel 1932, quando decisero di unire le loro attività di vendita nel Regno Unito. Dopo la separazione commerciale nel Regno Unito di Shell e BP, nel 1976, Shell Mex House divenne la sede principale di Shell UK, che era la società operativa di Shell nel Regno Unito. I cambiamenti nella gestione di Shell negli anni 1990 hanno portato alla cessione della proprietà. Oggi, conosciuta semplicemente come 80 Strand, la maggior parte dei suoi piani sono occupati da società appartenenti a Pearson plc.

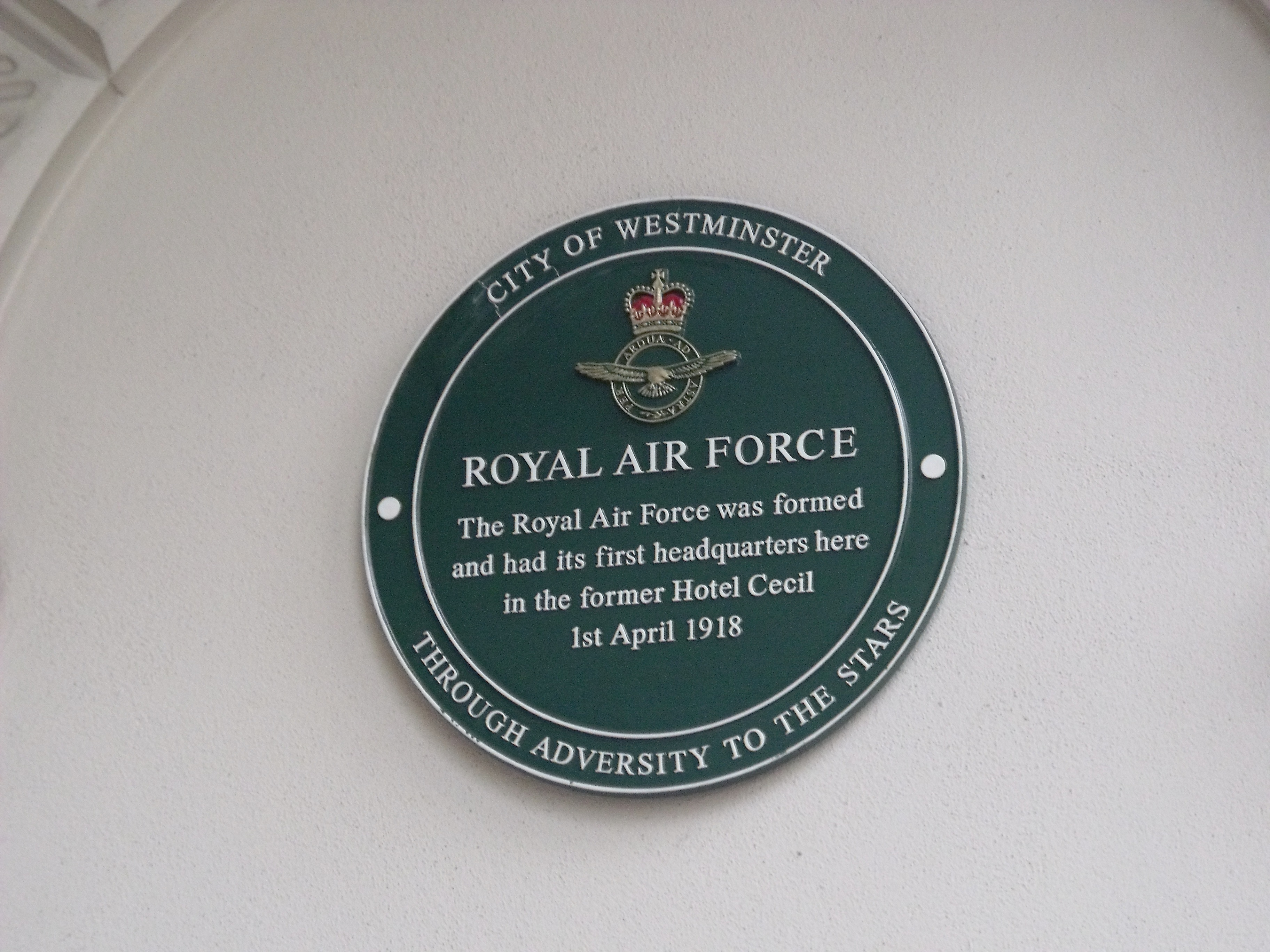
La targa verde che segna la costituzione della Royal Air Force

L'ingresso dell'edificio, arretrato rispetto allo Strand, avviene attraverso un grande arco. Nel marzo 2008 è stata apposta una targa verde sul muro appena dentro il cancello. Vi è scritto: "La Royal Air Force è stata costituita e ha avuto la sua prima sede qui, nell'ex Hotel Cecil, il 1º aprile 1918". Sotto c'è una targa in ottone che afferma: "Questa targa è stata svelata dal capo dello stato maggiore dell'aeronautica, il maresciallo capo dell'aeronautica Sir Glenn Torpy, KCB CBE DSO ADC, per celebrare il 90º anniversario della formazione della Royal Air Force".
Durante la seconda guerra mondiale, l'edificio divenne sede del Ministero dell'Approvvigionamento, che coordinava la fornitura di materiale alle forze armate nazionali. Fu anche la sede del Petroleum Board, che si occupava della distribuzione dei prodotti petroliferi durante la guerra. Fu gravemente danneggiato da una bomba nel 1940.
L'edificio tornò a Shell-Mex e BP il 1º luglio 1948, con un certo numero di piani rimasti occupati dal Ministero dell'Aviazione (in seguito il Board of Trade, Civil Aviation Division) fino alla metà degli anni 1970. Durante questo periodo, fino al trasferimento del dipartimento nell'attuale sede di Farnborough, l'edificio è stato anche il quartier generale dell'Air Accidents Investigation Branch.
Il 17 maggio 2006, il Times riportò che l'edificio era in vendita e che la famiglia indiano-keniota Kandhari era in prima linea nella battaglia per acquistarlo dai proprietari dell'epoca, Vincent e Robert Tchenguiz. Si dice che i Kandhari avessero offerto 530 milioni di sterline per l'edificio, ma erano in competizione con altri gruppi interessati, tra cui Menorah, l'assicuratore israeliano, una compagnia irlandese e diverse compagnie britanniche. Nel dicembre 2006 è stata fatta un'offerta stimata di circa 520 milioni di sterline da Istithmar, l'agenzia di investimento del governo di Dubai, che la ritirò prima del completamento. La proprietà è stata successivamente venduta, nel luglio 2007, a un fondo gestito da Westbrook Partners.